# 山口恵里奈
山口 恵里奈（やまぐち えりな、1990年9月24日 - ）は、日本の女性モデル、タレント。
愛知県出身、オスカープロモーション所属。

## 来歴・人物
- 3歳の頃から中2までクラシックバレエを習う。他にピアノも得意。
- 高校在学中の2006年頃からセントラルジャパンに所属しモデル活動を始める。同年と翌2007年にはミスセブンティーンに応募しファイナリストまで進むも、受賞はならなかった[1]。その後提携していたオスカープロモーションに籍を移してからは、イベントコンパニオンやテレビ番組出演等幅広く活動している。
- 大のカレー好きで、同じ事務所の津川智香子や岸本千尋と「カレー部」を勝手に組んで食したりしている[2][3]。

## テレビ出演

### アシスタント
| 番組名（「 」内はサブタイトル）                       | 放送日                    | 放送局         | 共演者                           | 参照リンク |
| ----------------------------------------------------- | ------------------------- | -------------- | -------------------------------- | ---------- |
| 新感覚ゲーム クエスタ                                 | 2010年4月 - 2011年4月     | NHK総合        | 山本真実                         | [4]        |
| VS嵐新春スペシャル 「BABA嵐〜ババ抜き最弱王決定戦〜」 | 2013年1月3日              | フジテレビ     |                                  | [5]        |
| 内村さまぁ〜ず「秋の紅白大運動会」                    | 2013年11月11日 - 11月18日 | TOKYO MX       | 北川彩                           | [6]        |
| 明石家サンタの史上最大のクリスマスプレゼントショー    | 2013年12月24日            | フジテレビ     | 高山えみり、犬飼ゆきな、鯉迫ちほ | [7]        |
| 第64回NHK紅白歌合戦                                   | 2013年12月31日            | NHK総合        | 文山恵ほか                       | [8][9]     |
| 高校野球全力応援TV ガチファン                         | 2014年以降毎年7月         | 千葉テレビ放送 | トミドコロほか                   | [10]       |
| 第57回日本レコード大賞                                | 2015年12月30日            | TBS系          | 木谷有里、多東えりか             | [11]       |

### その他
- SMAP×SMAP（フジテレビ）
  - 「女の気持ちどっちがわかってる?テスト」（2011年11月7日 - 11月14日）VTR出演[12]
  - 「殿リーマン」（2013年5月6日）端役出演[13]
- 趣味Do楽「城戸真亜子の油絵って楽しい!」（NHK Eテレ、2013年5月23日）モデルとして出演
- ザ・サンデー千葉市 （チバテレ、2015年4月- ） リポーターとして出演

## その他出演

### イベント
- 東京ゲームショウ
  - 「マイクロソフト・Xboxブース」（2009年）
  - 「コーエーテクモブース」（2010年、2012年）
- 東京オートサロン
  - 「ブリヂストンブース」（2010年）
  - 「SUZUKIブース」（2012年）
  - 「GOODYEARブース」（2013年）
- 大阪オートメッセ「SUZUKIブース」（2012年2月）
- Inter BEE2012「Nikonブース」（2012年11月）
- CP+「タムロンブース」（2013年2月）
- 東京モーターショー「SUZUKIブース」（2013年11月）

### 舞台
- プール・サイド・ストーリー（2012年7月12日～16日、明石スタジオ）

### スチール
- 日本コカ・コーラ「2013サマーキャンペーン」